# ビーチ44丁目駅
ビーチ44丁目駅（ビーチ44丁目-フランク・アベニュー駅とも）は、クイーンズ区のビーチ44丁目とロッカウェイ・フリーウェイ交差点に位置するニューヨーク市地下鉄INDロッカウェイ線の駅である。A系統が終日停車する。

## 駅構造
| P ホーム階 | 相対式ホーム、右側ドアが開く | 相対式ホーム、右側ドアが開く                                       |
| P ホーム階 | 北行線                       | ← インウッド-207丁目駅行き（ビーチ60丁目駅）                       |
| P ホーム階 | 南行線                       | → ファー・ロッカウェイ-モット・アベニュー駅行き（ビーチ36丁目駅）→ |
| P ホーム階 | 相対式ホーム、右側ドアが開く |                                                                    |
| M          | 改札階                       | 改札口、駅員詰所、メトロカード券売機                               |
| G          | 地上階                       | 出入口                                                             |

駅は1922年にロングアイランド鉄道の駅として開業、1940年8月に758フィート東に移設するため営業休止され、1942年4月10日に営業を再開した。その後、1955年10月3日に再度休止、1956年6月28日に地下鉄駅となった。
相対式ホーム2面2線で、Jill ParisiによるアートワークCoom Barooomが設置されている。

### 出口
ホーム中央に改札へ繋がる階段がある。
- 階段2つ、ビーチ44丁目とロッカウェイ・フリーウェイ交差点南西[5]
- 階段2つ、ビーチ44丁目とロッカウェイ・フリーウェイ交差点北西[5]